# Hutte (Einheit)
Hutte, auch Hütte, war im Schweizer Kanton Bern ein Volumenmass für Obst.
- 1 Mütt = 2 Hutten[1]
- 1 Hutte = 2 ½ Kubikfuß (Berner) = 3 Mäss[2]

Unter der Massgabe, dass der Berner Kubikfuss gleich 0,73577 Pariser Kubikfuß gleich 0,02522 Kubikmeter war, hatte
- 1 Hutte =  0,06305 Kubikmeter